# La Verrie
La Verrie is een plaats en voormalige gemeente in het Franse departement Vendée in regio Pays de la Loire en telt 3596 inwoners (2004). De plaats maakt deel uit van het arrondissement La Roche-sur-Yon en sinds de gemeente op 1 januari 2019 fuseerde met Chambretaud van de commune nouvelle Chanverrie.

## Geografie
De oppervlakte van La Verrie bedraagt 43,2 km², de bevolkingsdichtheid is 83,2 inwoners per km².
De onderstaande kaart toont de ligging van La Verrie met de belangrijkste infrastructuur en aangrenzende gemeenten.

## Demografie
Onderstaande figuur toont het verloop van het inwonertal.